# The Barbra Streisand Album
| Recensione | Giudizio |
| ---------- | -------- |
| AllMusic   |          |

The Barbra Streisand Album è il primo album in studio della cantante statunitense Barbra Streisand, pubblicato nel 1963 dalla Columbia Records.

## Tracce
Lato A
1. Cry Me a River – 3:37 (Hamilton)
2. My Honey's Lovin' Arms – 2:14 (Meyer, Ruby)
3. I'll Tell the Man in the Street – 3:09 (Hart, Rodgers)
4. A Taste of Honey – 2:51 (Marlow, Scott)
5. Who's Afraid of the Big Bad Wolf? – 2:35 (Ronell, Churchill)
6. Soon It's Gonna Rain – 3:44 (Jones, Schmidt)

Lato B
1. Happy Days Are Here Again – 3:04 (Yellen, Ager)
2. Keepin' Out of Mischief Now – 2:11 (Razat, Waller)
3. Much More – 3:02 (Jones, Schmidt)
4. Come to the Supermarket (In Old Peking) – 1:56 (Porter)
5. A Sleepin' Bee – 4:21 (Arlen, Capote)

## Classifiche
| Classifica (1963) | Posizione massima |
| ----------------- | ----------------- |
| Australia         | 6                 |
| Stati Uniti       | 8                 |

## Riconoscimenti
- 1964 - Grammy Award
  - Album dell'anno a Barbra Streisand
  - Miglior interpretazione vocale femminile a Barbra Streisand
  - Miglior copertina a John Berg
- 2006 - Grammy Hall of Fame Award